# جنگل‌روی آمازون
جنگل‌روی آمازون یا جنگل‌روی غول‌پیکر (نام علمی: Ameiva praesignis)، که به عنوان تیزروی آمازون نیز شناخته می‌شود، گونه‌ای از سوسماران دم‌شلاقی است که در کاستاریکا، پاناما، ونزوئلا و کلمبیا یافت می‌شود.